# Dickie Dare
Dickie Dare és el protagonista d'una tira de còmic homònima distribuïda per AP Newsfeatures a partir del 31 de juliol de 1933, sent la primera tira de còmic creada per Milton Caniff abans de començar Terry and the Pirates. Es publicava tots els dies, inclosa els diumenges.

## Història de la publicació
Dins 1932, Caniff es va desplaçar a la Ciutat de Nova York per acceptar una posició d'artista a Associated Press. Va realitzar encàrrecs d'art durant mesos, dibuixant les tires Dickie Dare i The Gay Thirties, llavors va heretar la tira titulada Mister Gilfeather el setembre 1932 quan Al Capp va deixar la sèrie. Caniff va continuar Gilfeather fins a la primavera de 1933, quan va ser retirada a favor d'una comèdia genèrica en un plafó cartoon, The Gay Thirties, que va produir fins que va deixar Associated Press a la tardor de 1934.
Caniff Va deixar la tira a finals de 1934 per treballar en Terry and the Pirates, on va continuar el mateix tema de noi heroi acompanyat d'un mentor adult.
Coulton Waugh va començar a dibuixar Dickie Dare en una història ja començada. Al 1944, quan Waugh va deixar-ho per treballar en una altra tira, la seva muller i ajudant, Odin Burvik, va convertir-se en la il·lustradora de Dickie Dare, a la que va seguir Fran Matera entre 1947 i 1949.
Waugh va retornar a la tira fins que va acabar al 1957.

## Personatges i història
A juliol de 1933, Caniff va començar l'aventura-fantasia, Dickie Dare, influïda per sèries com Flash Gordon i Bick Bradford. L'epònim personatge central era un nen de 12 anys que s'imaginava a ell mateix a les aventures que llegia de personatges llegendaris com Robin Hood, Robinson Crusoe i el Rei Artús. A la primavera de 1934, Caniff va canviar la tira de fantasia a realitat, afegint un personatge nou, Dan Flynn, un escriptor d'autònom i amic del pare de Dickie. Aquest ja no imaginava les seves aventures sino que les experimentava mentre anava de viatge pel món amb "Dynamite Dan" Flynn. El duo va compartir moltes aventures durant les dues dècades següents.
Als anys cincuanta el personatge va créixer, fins a convertir-se en un cadet de l'Armada.